# Колос (Орічівський район)
Ко́лос (рос. Колос) — селище у складі Орічівського району Кіровської області, Росія. Входить до складу Адишевського сільського поселення.
Населення становить 288 осіб (2010, 394 у 2002).
Національний склад станом на 2002 рік — росіяни 96 %.